# 涧上杜鹃
涧上杜鹃（学名：[Rhododendron subflumineum] 错误：{{Lang}}：文本有斜体标记（帮助））为杜鹃花科杜鹃花属下的一个种。

## 扩展阅读
- 維基物種上的相關：涧上杜鹃